# Censo chileno de 1930
El X Censo Nacional de Población de Chile fue realizado el día 27 de noviembre de 1930. Dirigido por Germán Pedregal, director general de la Oficina Nacional de Estadísticas de Chile. La Comisión Censal acordó efectuar únicamente el "Censo De Hecho", o sea, un recuento de la población del país en un solo día, sean habitantes nacionales o extranjeros, considerándolos con la situación y ubicación real que tuvieran el día indicado para el Censo. Modalidad que se adoptaría en los censos sucesivos.
En cuanto a las asignaciones para los poblados, en este Censo se clasificaron de la siguiente forma: 
- Caserío: 1 a 200 habitantes
- Aldea: 201 a 1000 habitantes
- Pueblo: 1001 a 5000 habitantes
- Ciudad: 5001 y más habitantes

## Resultados generales
| Población total | 4 287 445 | 100  |
| Total Hombres   | 2 122 709 | 49,5 |
| Total Mujeres   | 2 164 736 | 50,5 |
| Total Urbana    | 2 119 221 | 49,4 |
| Total Rural     | 2 168 224 | 50,6 |

| Chilenos       | 4 083 278 | 95,2 |
| Extranjeros    | 105 463   | 2,5  |
| Araucanos      | 98 703    | 2,3  |
| Total Solteros | 2 850 190 | 66,4 |
| Total Casados  | 1 212 637 | 28,3 |
| Total Viudos   | 224 618   | 5,3  |

| Alfabetos           | 2 406 528 | 56,1 |
| Hombres Alfabetos   | 1 218 661 | 28,4 |
| Mujeres Alfabetas   | 1 187 867 | 27,7 |
| Analfabetos         | 811 088   | 18,9 |
| Hombres Analfabetos | 366 406   | 8,5  |
| Mujeres Analfabetas | 444 682   | 10,3 |
| Ignorados           | 1 069 829 | 24,9 |

| Católicos    | 4 186 806 | 97,6 |
| Evangélicos  | 27 722    | 0,6  |
| Judíos       | 3697      | 0,09 |
| Musulmanes   | 961       | 0,02 |
| Ortodoxos    | 1787      | 0,04 |
| Paganos      | 103       | 0,00 |
| Positivistas | 89        | 0,00 |
| Protestantes | 34 545    | 0,8  |
| Budistas     | 932       | 0,02 |
| Teósofos     | 3731      | 0,09 |
| Sin Religión | 27 072    | 0,6  |

## Fuente
- Censo de 1930 - INE

- Datos: Q5760498